# Paraponera clavata
Paraponera clavata is een mierensoort uit de onderfamilie van de Paraponerinae. De wetenschappelijke naam van de soort werd voor het eerst geldig gepubliceerd in 1775 door Johann Christian Fabricius.

## Voorkomen
De soort komt voor in Midden- en Zuid-Amerika. Ze leven meestal onder de grond tussen boomstammen. In de volksmond is hij beter bekend als de kogelmier. De mier heeft deze naam te danken aan het feit dat z'n steek aanvoelt als een pistoolschot. De mier wordt ook wel de "24 (hour) ant" genoemd, door de pijn die volgt na een steek en wel een dag aan kan houden. De mier is tamelijk agressief en zal bij een confrontatie met de mens niet schromen om te steken. Het gif van de mier is uitzonderlijk krachtig in vergelijking tot dat van andere mieren. Enkele onderzoekers hebben zich vrijwillig laten steken door de mier. Het resultaat van deze steek was ondraaglijke pijn waarbij men het letterlijk uitschreeuwde. Verder kan men ook ongecontroleerd beven, zweten en in sommige gevallen ook schelden. Ziekenhuisopname is zelden nodig.

## Trivia
Door een stam in het Amazonegebied worden deze mieren gebruikt bij een ritueel waarin jongens een man willen worden. De jongens moeten dan handschoenen die vol zitten met kogelmieren dragen. Het ritueel duurt 10 minuten en wordt 20 keer in het leven uitgevoerd. De mieren zijn bevestigd aan de binnenkant van de handschoenen die ongeveer 80 kogelmieren bevatten . Tijdens het ritueel wordt er gedanst om zo de bloedsomloop gaande te houden en om voor afleiding te zorgen. 

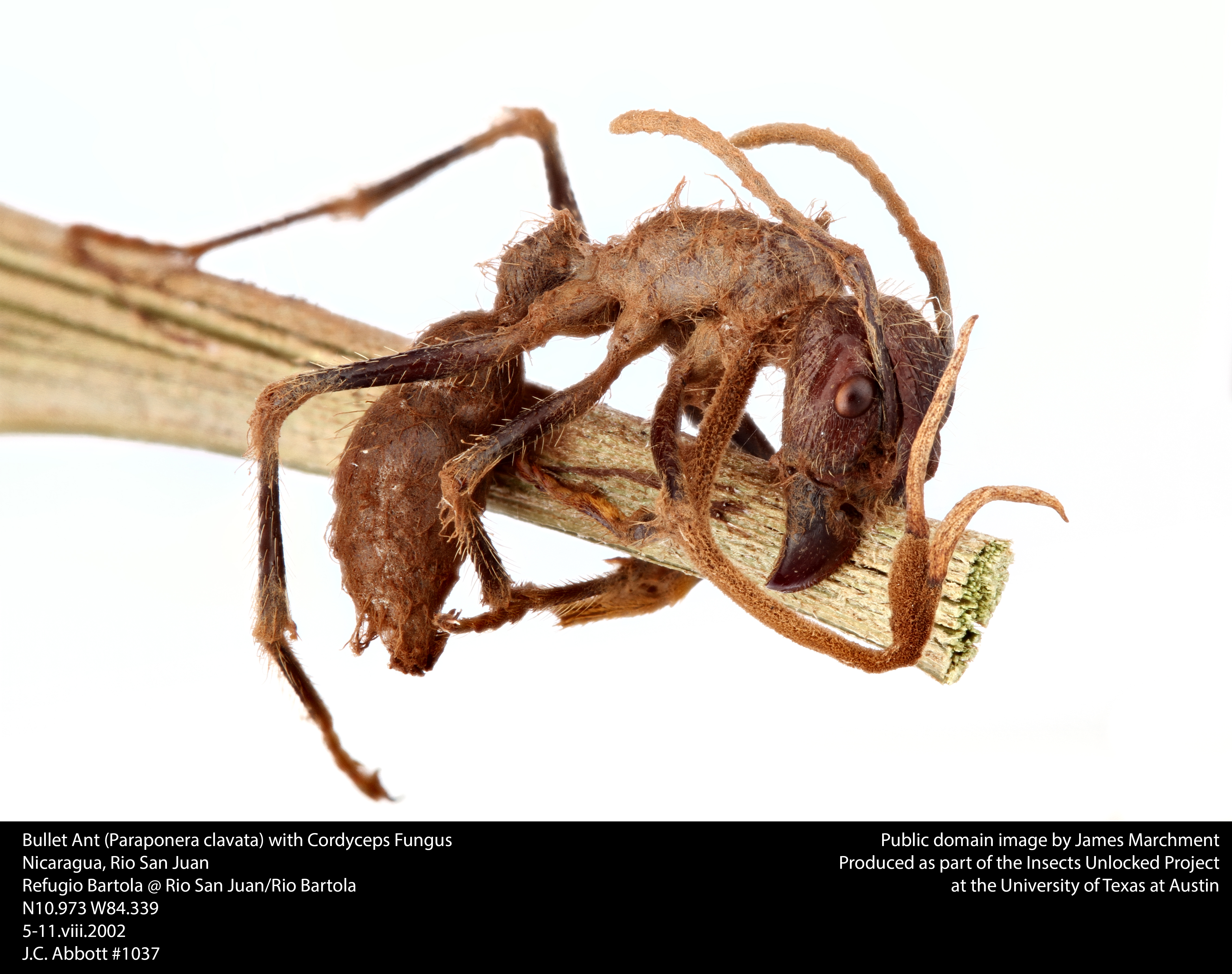
Paraponera clavata geparasiteerd door de ascomyceet Cordyceps